# توماس دبليو. براشاو
توماس دبليو. براشاو هو سياسي أمريكي، ولد في 1938.